# Бражник Маака
Бражник Маака (лат. Marumba maackii) — бабочка из семейства бражников (Sphingidae).
Видовое название дано в честь Ричарда Карловича Маака — русского натуралиста, исследователя Сибири и Дальнего Востока.

## Этимология
Растение названо в честь натуралиста Ричарда Карловича Маака.

## Ареал
Дальний Восток России, северо-восточный Китай, Северная Корея, Южная Корея и на севере Японии (Хоккайдо). Вид встречается на опушках и окраинах широких дорог в светлых лесах и редколесьях. Населяет горные леса в Корее. На Дальнем Востоке России встречается с смешанных хвойных-широколиственных лесах и лиственных лесах с монгольским дубом.

## Описание
Размах крыльев 78—96 мм. Края крыльев с охристо-жёлтыми мазками и полосками. На Дальнем Востоке России в год одно поколение с временем лета бабочек с июня до конца июля; в окрестностях Хабаровска лёт отмечен с конца мая до 20-х чисел июля. В теплые годы происходит частичное второго поколение в августе. В Корее время лёта в июле и августе. Гусеницы длиной до 70 мм, серовато-зелёные или желтовато-зелёные. Кормовое растение гусениц: липа, включая, в частности липа амурская, липа сердцевидная, липа крупнолистная и липа пушистая.

## Систематика
Синонимы:
- = bipunctata O. Bang-Haas, 1936
- = jankowskioides O. Bang-Haas, 1936

Подвиды
- Marumba maackii ochreata Mell, 1935 — Tianmu Mountains, Zhejiang, Китай
- Marumba maackii maackii — на остальных территориях ареала вида